# Route nationale 8c (Madagascar)
Pour les articles homonymes, voir Route nationale 8.
La route nationale 8c (N 8c) est une route nationale s'étendant de Morafenobe jusqu'à Andriamena à Madagascar,.

## Description
La N 8c parcourt 250 km dans les régions de Melaky et de Betsiboka.
La N8c  se compose de deux tronçons : le tronçon sud-ouest, long de 137 km, part de la RN 1b au sud de Morafenobe et se dirige vers le nord-est en direction d'Ambatomainty.
Le tronçon nord-est de 113 km part de la N 4 à Kandreho et va jusqu'à Maevatanana.

## Parcours
- tronçon sud-ouest
  - Morafenobe
  - Ambatomainty
- tronçon nord-est
  - Kandreho
  - Maevatanana